# Forni Avoltri
Forni Avoltri (friuliska: For Davuatri) är en stad och kommun i regionen Friuli-Venezia Giulia i Italien och tillhörde tidigare även provinsen Udine som upphörde 2018. Den är belägen cirka 130 kilometer nordväst om Trieste. Kommunen hade 563 invånare (2018).